# Soile Isokoski
Soile Marja Isokoski (* 14. Februar 1957 in Posio, Finnland) ist eine finnische Opern-, Lied- und Konzertsängerin (lyrischer Sopran).

## Leben
Soile Isokoski studierte an der Sibelius-Akademie in Helsinki und gab dort 1986 ihr Konzertdebüt. 1987 wurde sie mit dem 2. Preis beim BBC-Singer-of-the-World-Wettbewerb von Cardiff ausgezeichnet. 1988 gewann sie den 1. Preis des Elly Ameling- und 1990 den des Tokio-Gesangswettbewerbs. Ihr Operndebüt gab sie 1987 als Mimì (La Bohème) an der Finnischen Nationaloper in Helsinki. Sie sang in kurzer Zeit an den meisten der großen Opernhäuser der Welt, u. a. Mailänder Scala, Wiener Staatsoper, Hamburgische Staatsoper,  Staatsoper Berlin, Bayerische Staatsoper, Opéra National de Paris, Royal Opera House Covent Garden London,  Sächsische Staatsoper Dresden, Metropolitan Opera sowie bei den Festspielen in Salzburg, Edinburgh und Savonlinna. Sie besitzt ein vielfältiges, umfangreiches Konzertrepertoire und gibt regelmäßig Liederabende mit ihrer Klavierpartnerin Marita Viitasalo.
2002 wurde Soile Isokoski für ihre Aufnahme der Vier letzten Lieder und weiterer Orchesterlieder von Richard Strauss mit Marek Janowski und dem Rundfunk-Sinfonieorchester Berlin, mit dem begehrten Gramophone Editor’s Choice Award ausgezeichnet. Ihr Album Jouluyö, Juhlayö wurde in Finnland im Jahr 2006 mit einer Goldenen Schallplatte geehrt. Im Jahr 2008 wurde ihr der Titel der Kammersängerin von der Wiener Staatsoper verliehen.
Im November 2014 kündigte Soile Isokoski unmittelbar vor einer Rosenkavalier-Serie an der Wiener Staatsoper in einem Interview an, sich von der Opernbühne langsam zurückzuziehen und sich vornehmlich auf Konzerte konzentrieren zu wollen.

## Repertoire (Auswahl)
- Gräfin Almaviva (Le nozze di Figaro)
- Donna Elvira (Don Giovanni)
- Fiordiligi (Così fan tutte)
- Pamina (Die Zauberflöte)
- Desdemona (Otello)
- Alice Ford (Falstaff)
- Eva (Die Meistersinger von Nürnberg)
- Elsa (Lohengrin)
- Agathe (Der Freischütz)
- Mimì (La Bohème)
- Micaëla (Carmen)
- Mařenka (Die verkaufte Braut)
- Amelia (Simon Boccanegra)
- Antonia (Hoffmanns Erzählungen)
- Feldmarschallin (Der Rosenkavalier)
- Gräfin (Capriccio)
- Ariadne (Ariadne auf Naxos)
- Daphne (Daphne)
- Marguerite (Faust)
- Rachel (La Juive)
- Liù (Turandot)
- Tatjana (Eugen Onegin)
- Ellen Orford (Peter Grimes)
- Cio-Cio-San (Madama Butterfly)